# Chuquisaca
Chuquisaca is een van de negen departementen van Bolivia. De hoofdstad van Chuquisaca is tevens de constitutionele hoofdstad van Bolivia, Sucre. Het departement heeft een oppervlakte van 51.524 km² en heeft
576.153 inwoners (2012).
Het grenst aan Paraguay in het oosten en verder aan de departementen Tarija in het zuiden, Potosí in het westen, Cochabamba in het noorden en Santa Cruz in het noordoosten.

## Bestuurlijke indeling
Het departement is verdeeld in tien provincies. Achter elke provincie wordt de hoofdplaats genoemd.
| Nr.                                     | Provincie                | Inwoners | Oppervlakte | Gemeenten | Hoofdplaats           | Inwoners |
| --------------------------------------- | ------------------------ | -------- | ----------- | --------- | --------------------- | -------- |
| 1                                       | Belisario Boeto          | 11.159   | 2.000 km²   | 1         | Villa Serrano         | -        |
| 2                                       | Hernando Siles           | 32.398   | 5.473 km²   | 2         | Monteagudo            | 28.434   |
| 3                                       | Jaime Zudáñez            | 39.992   | 3.738 km²   | 4         | Villa Zudáñez         | 7.932    |
| 4                                       | Juana Azurduy de Padilla | 23.872   | 4.185 km²   | 2         | Azurduy               | 12.162   |
| 5                                       | Luis Calvo               | 19.139   | 13.299 km²  | 3         | Villa Vittorio Guzman | 11.743   |
| 6                                       | Nor Cinti                | 76.477   | 7.983 km²   | 4         | Camargo               | 14.882   |
| 7                                       | Oropeza                  | 286.140  | 3.943 km²   | 3         | Sucre                 | 252.836  |
| 8                                       | Sud Cinti                | 25.207   | 5.484 km²   | 3         | Villa Abecia          | 3.386    |
| 9                                       | Tomina                   | 35.192   | 3.947 km²   | 5         | Padilla               | 13.079   |
| 10                                      | Yamparáez                | 26.577   | 1.472 km²   | 2         | Tarabuco              | 20.627   |
| Bron: Inwoners van de provincies (2012) |                          |          |             |           |                       |          |

| Detailkaart |
| ----------- |
|             |
| Provincies  |